# Marino Quaresimin
Marino Quaresimin (Vicenza, 22 de noviembre de 1937 - Vicenza, 20 de marzo de 2020) fue un político italiano.  

## Carrera política
Nació en Vicenza, Italia. Quaresimin fue alcalde de Vicenza de 1995 a 1998. Durante su carrera política, fue miembro del Partido Popular Italiano, pero luego se cambió al partido Democracia es Libertad-La Margarita. De 1999 a 2008, fue miembro del ayuntamiento de Vicenza. 

### Muerte
Murió en Vicenza, a los 82 años durante la pandemia de coronavirus de 2020,  a causa de una infección de COVID-19, el 20 de marzo de 2020.

## Honores
- Orden del Mérito de la República Italiana (5.ª clase / Caballero)
- Orden del Mérito de la República Italiana (3.ª clase / Comandante)